# Болезнь Ниманна — Пика, тип C
Болезнь Ниманна — Пика, тип C — одна из трёх форм болезни Ниманна — Пика, вызываемая мутациями генов NPC1 и NPC2. Около 95 % случаев приходятся на мутации NPC1 (подтип C1), около 5 % — на мутации NPC2 (подтип C2). Клинические проявления заболевания схожи, потому что продукты обоих генов участвуют в выводе липидов, в частности, холестерина, из эндосом и лизосом.

## История
Впервые заболевание было описано в конце 1920-х годов немецким врачом Альбертом Ниманном, который описал клинические проявления, и Людвигом Пиком, который описал патоморфологические признаки болезни. В 1958 году Крокер и Фербер выделили 4 клинические формы болезни, а в 1966 году Брэди с соавторами описали отсутствие ферментного дефекта при типе С и Д. В 1994 году была установлена генетическая самостоятельность болезни Ниманна-Пика типа С.

## Эпидемиология
Заболеваемость оценивается между 0,66 и 0,83 на 100 000 живых новорождённых в период с 1988 по 2002 года. Реальная распространённость болезни Ниманна-Пика типа С, вероятней всего, недооценивается из-за полиморфизма проявлений и сложности диагностики.

## Этиология и патогенез
Болезнь Ниманна-Пика типа С является рецессивным наследственным заболеванием. В результате мутаций нарушается внутрилизосомный транспорт липидов и эстерификация холестерина, в связи с чем происходит внутриклеточное накопление липидов и нарушение обмена гликосфинголипидов в различных органах и тканях.
В печени и селезёнке происходит накопление неэстерифицированного холестерина и сфингомиелина, фосфатов, гликолипидов, свободного сфингозина и сфинганина. В головном мозге преимущественно накапливаются гликосфинголипиды, особенно GM2 и GM3. В результате накопления этих веществ в клетке, происходит её увеличение и гибель, что и обуславливает клиническую картину.

## Классификация
В зависимости от возраста начала заболевания, различают несколько форм:
- неонатальная (манифестация до 3 месяцев);
- ранняя младенческая (от 3 месяцев до 2 лет);
- поздняя младенческая (от 2 до 6 лет);
- юношеская (от 6 до 15 лет);
- взрослая форма (старше 15 лет)[1].

## Клиническая картина
Клинические проявления заболевания значительно варьируются и зависят от возраста манифестации. В классическом случае ребёнок развивается нормально на протяжении первого-второго годов жизни, и лишь на третий-четвёртый годы проявляются симптомы, сначала неврологические — атаксия, большие эпилептические припадки, утрата приобретённых речевых навыков.
Описаны также более поздние формы заболевания, в том числе с медленным развитием, в редких случаях дебютирующие психозами и другими патологиями психики, приводящими порой к ошибкам диагностики. Однако поздние, «взрослые» формы редки, всего в литературе описано несколько десятков случаев.
Висцеральные проявления болезни Ниманна-Пика типа С:
- изолированная необъяснимая спленомегалия с или без гепатомегалии наблюдается у большинства пациентов, выраженность колеблется от незначительной до более выраженной (что характерно при манифестации в раннем возрасте).  Отсутствие спленомегалии не является поводом для исключения диагноза болезни Ниманна-Пика типа С из предполагаемых;
- затяжная холестатическая желтуха новорождённых; наличие такой желтухи в анамнезе является веским прогностическим параметром;
- водянка плода или асцит плода;
- поражения лёгких обычно наблюдается при тяжёлых формах, на спиральной компьютерной томографии обнаруживаются признаки интерстициального поражения ткани лёгких[1].

Неврологические проявления болезни Ниманна-Пика типа С:
- вертикальный надъядерный паралич взора, при котором характерно замедление саккадических движений глаз в вертикальной плоскости в результате поражения надъядерных структур головного мозга. В сочетании со спленомегалией, атаксией и психозом является важным прогностическим признаком. На поздней стадии заболевания возможно присоединение горизонтального паралича взора из-за прогрессирующего поражения нейронов ретикулярной формации парамедиальной области моста[1];
- атаксия характеризуется медленным прогрессированием, обычно развивается после дистонии, но при младенческих формах может предшествовать ей. При сочетании атаксии с дистрофическим поражением в руках и лице, увеличивается его прогностическая значимость;
- геластическая каталепсия — неожиданная утрата мышечного тонуса, которая приводит к падениям. Она не сопровождается потерей сознания и может варьироваться от кивков головы до полного падения, дебютирует обычно с 2 лет и может провоцироваться эмоциональными воздействиями;
- дистония — как правило встречается в сочетании с атаксией, но может встречаться и изолировано. Характерна для взрослых и подростковых форм, реже для младенческих;
- дизартрия/дисфагия — при дизартрии наблюдается замедление и прерывистость речи, при дисфагии затруднение глотания. Дисфагия достаточно часто встречается при болезни Ниманна-Пика типа С, развивается на ранних стадиях, а на поздних может привести к развитию аспирационной пневмонии и смерти;
- задержка психомотороного развития является дополнительным прогностическим признаком, проявляется задержкой формирования психомоторных навыков (ходьбы, удержание головы, слежение взглядом). При сочетании со спленомегалией без гепатомегалии является специфичным симптомом болезни Ниманна-Пика типа С;
- судороги как парциальные, так и генерализованные, миоклонические и тонико-клонические;
- нейросенсорная тугоухость встречается у 20% больных.

Психиатрические проявления:
- снижение когнитивных функций имеет прогрессирующий характер и является специфичным для болезни Ниманна-Пика типа С, особенно в сочетании с вертикальным надъядерным параличом взора;
- психоз характеризуется галлюцинациями, бредом и нарушением мыслительного процесса, является умеренным прогностическим признаком.

## Диагностика
Существует несколько шкал по оценке вероятности болезни Ниманна-Пика типа С, но наиболее предпочтительным методом является ДНК-диагностика. В некоторых странах основным методом является нагрузочный тест с филипином. Дополнительными биохимическими маркёрами могут быть: снижение активности сфингомиелиназы в лейкоцитах крови, повышение активности маркёрного фермента лизосом — хитотриозидазы в плазме крови. Для первичного скрининга используется тест на Окситерол/Триол, окситерол является продуктом метаболизма холестерина, в связи с этим повышается в плазме крови у пациентов с болезнью Ниманна-Пика типа С.

## Лечение
Применяется субстрат-редуцирующая терапия — миглустат, которая обратимо ингибирует синтез глюкоцерамидсинтазы — первого фермента, участвующего в синтезе гликосфинголипидов.
В качестве симптоматической терапии применяются антиэпилептические препараты, трициклические антидепрессанты, препараты для коррекции нарушений сна и другие препараты в зависимости от имеющихся клинических проявлений (аримокломол, левацетиллеусин).